# Ignasi Miquel
Ignasi Miquel Pons, född 28 september 1992 i Barcelona, är en spansk fotbollsspelare som spelar för spanska Girona på lån från Getafe. 
Han kom till Arsenal efter att han fyllt 16. Ignasi spelade 12 matcher för Arsenals reservlag säsongen 2009/2010, och blev reservernas lagkapten. Han blev även uttagen till Arsenals A-lag i cupmatcherna mot Ipswich Town och mot Leeds United utan att få komma in i matchen. Han fick däremot spela 90 minuter i FA-cupmatchen mot Leyton Orient som slutade 1-1. Han spelade även hela returmatchen som Arsenal vann med 5-0.